# Johannes van Staveren
Johannes van Staveren (Den Haag, 13 februari 1910  - Escambia County, Verenigde Staten, 12 december 1999) was een Nederlandse marine-officier. Hij werd in 1940 onderscheiden met de Militaire Willems-Orde.

## Biografie
Johannes werd geboren in Den Haag in 1910 als zoon van Gerardus van Staveren, commies bij de Posterijen, en Antonia Hendrika Gordinou de Gouberville. Zijn moeder overleed toen hij negen jaar oud was waarna zijn vader met haar zus Martha trouwde. In 1926 begon Johannes zijn opleiding aan het Koninklijk Instituut voor de Marine in Den Helder. In 1931 werd hij officier en ging hij werken bij de marine in Nederlands-Indië. Hij trouwde in 1932 met Ietje Loze in Batavia (Nederlands-Indië), haar thuisland. In 1935 keerde hij met zijn vrouw terug naar Nederland.

### Tweede Wereldoorlog
Toen de Tweede Wereldoorlog uitbrak, was Johannes van Staveren commandant van de Hr. Ms. TM 51. Op 10 mei 1940 voer Van Staveren de Waalhaven in, waar alles nog rustig was. Ze kwamen alleen enkele lege rubberbootjes tegen. Vandaar voer hij richting Rotterdam. Bij Boompjes werd de TM 51 beschoten, mogelijk door Hollandse soldaten. De TM 51 meerde aan om uit te zoeken wat er gaande was. De commandant kreeg te horen dat de Willemsbrug door de Duitsers bezet was. De TM 51 vervolgde haar weg om de mariniers bij de gevechten om de brug te ondersteunen. Tijdens deze gevechten raakte het schip beschadigd, waarbij onder anderen bootsman Jan Vlas en sergeant-telegrafist Piet Cijsouw raakten gewond raakten. Van Vegten had een diepe hoofdwond opgelopen en overleed ter plekke.
Nadat alle munitie verschoten was, voer de TM 51 terug naar scheepswerf Gusto voor reparaties. De TM 51 zou in eerste instantie vernietigd worden, maar op verzoek van ingenieur Colenbrander, directeur van de werf, werd op 14 mei 1940 onder zijn leiding toch een poging ondernomen om met de TM 51 naar het Verenigd Koninkrijk te vluchten. Bij Hoek van Holland werd afgemeerd. Daar kreeg men te horen dat Nederland had gecapituleerd, doch dat hun opdracht om de TM 51 naar het Verenigd Koninkrijk te varen niet was gewijzigd. Overste Van Leeuwen kwam aan boord en onder zijn commando vertrok het schip daarheen.

### Na de oorlog
Na de oorlog verhuisde Van Staveren met zijn vrouw naar de Verenigde Staten waar ze uiteindelijk in Florida neerstreken. Zijn vrouw had zelf een onderscheiding gekregen van Dwight D. Eisenhower vanwege samenwerkingen met het verzet. In 1965 reisde Van Staveren naar Paleis Huis ten Bosch in Nederland voor het jubileum rond het 150-jarig bestaan van de Willems-orde.

## Data
promoties
- 21-08-1931: Luitenant-ter-zee derde klasse
- 21-08-1933: Luitenant-ter-zee tweede klasse
- 16-08-1942: Luitenant-ter-zee eerste klasse
- 01-08-1951: Kapitein-luitenant-ter-zee
- 15-06-1954: Kapitein-luitenant-ter-zee Koninklijke Marine Reserve

carrière
- 06-11-1939 - 12.05.1940: commandant Hr.Ms. TMB 51 (Militaire Willemsorde)
- 08-12-1940 - 03.03.1941: commandant Hr.Ms. MGB 41
- 03-03-1941 - 01.09.1941: commandant Hr.Ms. MGB 46

## Onderscheidingen
- Militaire Willems-Orde (RMWO.4), KB nr. 1 de dato 16 juni 1940
- Oorlogsherinneringskruis